# Donabate
Donabate (iriska: Domhnach Bat) är en ort i republiken Irland.   Den ligger i provinsen Leinster, i den östra delen av landet, 18 km norr om huvudstaden Dublin. Donabate ligger 7 meter över havet och antalet invånare är 6 778.
Terrängen runt Donabate är platt. Havet är nära Donabate österut.Runt Donabate är det mycket tätbefolkat, med 1 266 invånare per kvadratkilometer. Närmaste större samhälle är Dublin, 18,3 km söder om Donabate. Trakten runt Donabate består i huvudsak av gräsmarker.